# Patricia Jünger
Patricia Jünger (* 6. August 1951 in Frankfurt am Main; † 30. September 2017) war eine österreichisch-schweizerische Organistin, Komponistin, Dirigentin und Hörspielautorin.

## Leben
Patricia Jünger wurde 1951 als Tochter einer Jazz-Sängerin und eines Pianisten in Frankfurt am Main geboren. Jünger studierte Komposition, Klavier, Orgel und Dirigieren in Wien, Frankfurt am Main und Paris. Ab 1977 war sie vorwiegend als Komponistin tätig. Sie begann in der Tradition von Luigi Nono und Hanns Eisler als Vertreterin einer engagierten Kunst, die soziale und politische Probleme, insbesondere auch die Emanzipation der Frau, aufgriff. Für ihr 1986 beim damaligen SWF entstandenes Hörspiel Sehr geehrter Herr – Ein Requiem erhielt Patricia Jünger als erste Frau den Karl-Sczuka-Preis. Das Werk wurde 1986 bei den Donaueschinger Musiktagen und 1987 bei der Kasseler documenta 8 präsentiert.

„Ende 1899 bewirbt sich aus dem Irrenhaus Friedmatt in Basel die erste promovierte Juristin der Geschichte, Dr. Emilie Kempin-Spyri, um eine Stelle als Hausgehilfin bei einem Baseler Pfarrer. Als Akt äußerster Unterwerfung in hoffnungsloser Lage ist ihr Brief massive Anklage gegen eine Welt, in der Frauen nicht nach Verdienst und Recht, sondern ausschließlich nach den Konditionen der Männerherrschaft einen Platz beanspruchen dürfen, wenn sie nicht als Irre gelten wollen. Mit musikalischen Mitteln drastisch insistierend auf dem Inhalt des Briefes, diesen Inhalt den Hörern unnachsichtig ins Bewußtsein drängend, zeigt Patricia Jüngers Hörstück die historische Dimension des Dokuments auf und läßt seine Bedeutung auch noch heute ganz unmittelbar spüren.“

Weitere bekannte Werke von Patricia Jünger sind Water Walk (1983), Muttertagsfeier oder Die Zerstückelung des weiblichen Körpers (1984), Über allen Wipfeln ist Ruh (1984) und Die Klavierspielerin (1988 mit Elfriede Jelinek). In den folgenden Jahren wandte sie sich in Verbindung mit Elektronik und Elektroakustik wieder mehr der Instrumentalkomposition zu. Ab den 1990er Jahren bezog sie kompositorisch auch Landschaften und öffentliche Plätze mit ein – wie in Transmitter (1996), einem weltweiten Radio- und Internetprojekt, dessen erste Staffel Vom Flussbett zur Flutung an der Basler Rhein-Uferpromenade mit Flößern, Tauchern, einer Sprecherin und einer Schauspielerin uraufgeführt wurde.
Patricia Jünger wohnte zuletzt in Münchenstein bei Basel. Sie starb im Frühherbst 2017 im Alter von 66 Jahren.

## Auszeichnungen (Auswahl)
- 1989: Hörspiel des Monats Juni: Valse Eternelle von Patricia Jünger und Ria Endres
- 1986: Karl-Sczuka-Preis für Sehr geehrter Herr – Ein Requiem
- 1983: Werkjahresstipendium für Komponisten des Aargauer Kuratoriums
- 1981: österreichisches Staatsstipendium für Komponisten
- 1980: Stipendien der Alban Berg Stiftung Wien und der Paul-Sacher-Stiftung Basel
- 1979: Theodor-Körner-Preis für Komposition sowie Preis des Wiener Kunstfonds